# Michał Rybikowski
Michał Rybikowski (alias Peter Iwanow, Ian Jacobsen, Adam Michałowski i Andrzej Paszkowski) (ur. 3 lutego 1900 w Rokanach, zm. 27 stycznia 1991 w Montrealu) – podpułkownik dyplomowany piechoty Wojska Polskiego.

## Życiorys
Urodził się w Rokanach, w ówczesnym powiecie poniewieskim guberni kowieńskiej, w rodzinie Antoniego i Pauliny z Paszkowskich.
W wieku 18 lat zgłosił się do Wojska Polskiego. Został przydzielony do służb wywiadu działającego na terenie Białorusi i Litwy. Wziął udział w wojnie polsko-bolszewickiej. W 1927 roku został przeniesiony do Szkoły Podchorążych Piechoty w Ostrowi Mazowieckiej. W roku szkolnym 1927/28 był dowódcą plutonu w 4 kompanii podchorążych, w roku szkolnym 1928/29 – instruktorem kompanii, a w roku szkolnym 1929/30 – adiutantem III batalionu.
Od 15 czerwca do 15 września 1930 roku odbył staż w artylerii i piechocie. Od 15 października do 15 grudnia 1930 roku ukończył Kurs Próbny przy Wyższej Szkole Wojennej. 5 stycznia 1931 roku został powołany do Wyższej Szkoły Wojennej w Warszawie, w charakterze słuchacza XI Kursu 1930–1932. 1 listopada 1932 roku, po ukończeniu kursu i otrzymaniu dyplomu naukowego oficera dyplomowanego, został przeniesiony do dowództwa 17 Wielkopolskiej Dywizji Piechoty w Gnieźnie na stanowisko oficera sztabu. 29 kwietnia 1933 roku został awansowany na kapitana ze starszeństwem z dniem 1 stycznia 1933 roku i 116. lokatą w korpusie oficerów piechoty. Na stopień majora został awansowany ze starszeństwem z dniem 19 marca 1939 roku i 88. lokatą w korpusie oficerów piechoty.
Był oficerem wywiadu polskiego w Wolnym Mieście Gdańsku, Królewcu i Kownie, od 1941 tworzył siatkę szpiegowską pod przykrywką pracownika japońskiej ambasady w Sztokholmie – płk./gen. Makoto Onodery. Himmler nazwał Rybikowskiego „najniebezpieczniejszym funkcjonariuszem polskiego wywiadu”. Jego działalność została przedstawiona w powieści Stanisława Strumph-Wojtkiewicza „Tiergarten”.
Od 24 października 1944 roku do 1 lutego 1945 roku był dowódcą 5 batalionu Strzelców Karpackich. 6 sierpnia 1945 roku objął dowództwo 2 Brygady Strzelców Karpackich i sprawował do jej rozwiązania w 1947 roku.
Zmarł 27 stycznia 1991 roku w Montrealu. Został pochowany na Cmentarzu Weteranów Field of Honor w Pointe-Claire.

## Ordery i odznaczenia
- Krzyż Złoty Orderu Wojskowego Virtuti Militari nr 82[12]
- Krzyż Srebrny Orderu Wojskowego Virtuti Militari nr 4906[13][14]
- Krzyż Walecznych[15]
- Złoty Krzyż Zasługi z Mieczami[15]
- Medal Wojska[15]
- Medal Niepodległości (29 grudnia 1933)[16]
- Krzyż Zasługi Wojsk Litwy Środkowej (3 marca 1926)[17]
- Medal Dziesięciolecia Odzyskanej Niepodległości[15]
- Odznaka za Rany i Kontuzje[15]
- Krzyż Oficerski Orderu Imperium Brytyjskiego (Wielka Brytania)[15]
- Medal Obrony (Wielka Brytania)[15]
- Gwiazda Italii (Wielka Brytania)[15]
- Gwiazda za Wojnę 1939–1945 (Wielka Brytania)[15]